# 港國道
港國道（日语：／）是日本連接機場空港、港灣的一般國道。根據日本道路法第五條第一項第四號：「港灣法（昭和25年法律第218號）第2條第2項規定的特定重要港灣或同法附則第5項規定的港灣、主要的機場、國際觀光上的重要地點與高速自動車國道或第1號規定的國道連接的道路。」施行。大多長度較短。

## 列表
（括弧內為指定之港灣、機場與所在地）
- 國道130號（東京港，東京都港區）
- 國道131號（東京國際機場，東京都大田區）
- 國道132號（川崎港，神奈川縣川崎市）
- 國道133號（橫濱港，神奈川縣橫濱市）
- 國道149號（清水港，靜岡縣靜岡市）
- 國道154號（名古屋港，愛知縣名古屋市）
- 國道164號（四日市港，三重縣四日市市）
- 國道172號（大阪港，大阪府大阪市）
- 國道174號（神戶港，兵庫縣神戶市）
- 國道177號（舞鶴港，京都府舞鶴市）
- 國道189號（岩國機場，山口縣岩國市）
- 國道198號（門司港，福岡縣北九州市）
- 國道295號（成田國際機場，千葉縣成田市）
- 國道332號（那霸機場，沖繩縣那霸市）
- 國道481號（日语：国道481号）（關西國際機場，大阪府泉佐野市）